# Psorospermum
Psorospermum es un género de plantas perteneciente a la familia Clusiaceae. Como la mayoría de los miembros de Clusiaceae, las especies de este género contienen xantonas.

## Especies
| - Psorospermum adamauense - Psorospermum afzelii - Psorospermum albidum - Psorospermum alternifolium - Psorospermum amplifolium - Psorospermum androsaemifolium - Psorospermum angolense - Psorospermum angustifolium - Psorospermum atro - Psorospermum aurantiacum - Psorospermum axillare - Psorospermum bakeri - Psorospermum baumannii - Psorospermum baumii - Psorospermum brachypodum - Psorospermum bracteolatum - Psorospermum bullatum - Psorospermum campestre - Psorospermum cerasifolium - Psorospermum chariense - Psorospermum chevalieri - Psorospermum chionanthifolium - Psorospermum citrifolium - Psorospermum cordiaefolium - Psorospermum cornifolium - Psorospermum corymbiferum - Psorospermum corymbosellum - Psorospermum corymbosum - Psorospermum crenatum - Psorospermum cuneifolium - Psorospermum cuspidatum - Psorospermum densipunctatum - Psorospermum discolor - Psorospermum ellipticum - Psorospermum emarginatum - Psorospermum fanerana - Psorospermum febrifugum - Psorospermum ferrovestitum - Psorospermum ferrugineum - Psorospermum floribundum - Psorospermum forbesii - Psorospermum gillardinii - Psorospermum glaberrimum - Psorospermum glaucum - Psorospermum gracile - Psorospermum guineense - Psorospermum humbloti - Psorospermum humile - Psorospermum hundtii - Psorospermum kaniamae - Psorospermum kerstingii - Psorospermum kisantuense - Psorospermum kivuense - Psorospermum lamianum | - Psorospermum lanatum - Psorospermum lanceolatum - Psorospermum laxiflorum - Psorospermum ledermannii - Psorospermum leonense - Psorospermum leopoldvilleanum - Psorospermum leptophyllum - Psorospermum macrophyllum - Psorospermum magniflorum - Psorospermum mahagiense - Psorospermum malifolium - Psorospermum mechowii - Psorospermum membranaceum - Psorospermum membranifolium - Psorospermum microcarpum - Psorospermum microphyllum - Psorospermum molluscum - Psorospermum mossoense - Psorospermum nanum - Psorospermum nervosum - Psorospermum nigrum - Psorospermum niloticum - Psorospermum orbiculare - Psorospermum ovatum - Psorospermum parviflorum - Psorospermum pauciflorum - Psorospermum pectinatum - Psorospermum populifolium - Psorospermum pubescens - Psorospermum revolutum - Psorospermum rienanense - Psorospermum rigidum - Psorospermum robynsii - Psorospermum rotundatifolium - Psorospermum rubescens - Psorospermum rubrifolium - Psorospermum salicifolium - Psorospermum sambiranense - Psorospermum senegalense - Psorospermum sexlineatum - Psorospermum staneranum - Psorospermum staudtii - Psorospermum stenophyllum - Psorospermum stuhlmannii - Psorospermum suffruticosum - Psorospermum tenuifolium - Psorospermum thompsonii - Psorospermum trichophyllum - Psorospermum troupinii - Psorospermum uelense - Psorospermum umbellulatum - Psorospermum venulosum - Psorospermum versicolor - Psorospermum verticillatum - Psorospermum victoranum |